# Caravan (sång)
"Caravan" är en jazzstandard komponerad av Juan Tizol och Duke Ellington och framförd av Ellington från 1937. Texten skrevs av Irving Mills, men eftersom låten ofta spelas instrumentalt brukar han inte bli krediterad. Sången brukar ses som den första latin jazz-sången eller som en mellanösterninfluerad jazzsång. De "exotiska" tonerna gjorde den intressant för Exotica-musiker; den blev till exempel framförd av såväl Martin Denny som Arthur Lyman. Den var även med i två Woody Allen-filmer, Alice och Dur och moll. 

## Covers
- Chet Atkins
- Art Blakey and the Jazz Messengers
- Dave Brubeck
- The Carpenters
- Chicago
- Nat King Cole
- Harry Connick Jr.
- Dick Dale
- Bobby Darin
- Eddie Condon
- Ella Fitzgerald
- Dizzy Gillespie
- Hepcat
- Freddie Hubbard
- Lambert, Hendricks and Ross (med en annan text av Irving Ross)
- Magnus Lindgren
- Jan Lundgren
- Thelonious Monk
- Kye Palmer
- Les Paul
- Phish
- Tito Puente
- Arturo Sandoval
- Brian Setzer Orchestra
- The Stimulators
- Eddie Torres & His Mambo Kings Orchestra
- Cassandra Wilson
- The Ventures